# アイケ・ドゥアルテ
アイケ・ドゥアルテ・オリベイラ（Eike Duarte Oliveira、1997年2月17日 - ）は、ブラジルの俳優、歌手。